# Passierzettel
Passierzettel ist eine Rockband aus Hamburg, Deutschland. Sie stehen einerseits in der Tradition des Krautrocks, andererseits lassen sie Elemente aus New Wave, Dub, Free Jazz und zeitgenössischer Elektronik in ihre Spontankompositionen einfließen. Passierzettel beschreiben die Stilrichtung ihrer Musik selbst als Psychedelektronische Spontankomposition. Bislang wurden dreizehn CDs im Eigenverlag und zwei Online-Alben veröffentlicht. 

## Geschichte
Passierzettel wurde Mitte der 1980er Jahre gegründet. Der Bandname bezieht sich auf eine gleichnamige Straße im Hamburger Hafen. Hier mussten im 19. Jahrhundert Auswanderer zum letzten Mal ihre Papiere zeigen, um dann endgültig auf das Schiff zu kommen, das sie nach Amerika bringen sollte. In dieser Straße befand sich auch für elf Jahre das Übungsstudio der Band.
2004 und 2005 gaben sie mehrere Konzerte mit Damo Suzuki, dem Sänger der stilbildenden Krautrockband Can. Zwischen 2006 und 2009 traten sie regelmäßig mit Lothar Meid auf, der bereits als Mitglied von Embryo, Amon Düül II, Klaus Doldingers Passport und Marius Müller-Westernhagen maßgeblich zu der Entwicklung der Rockmusik in Deutschland beigetragen hat.
2007 erschienen drei Remixe von Passierzettelstücken auf der CD Illegal Immigrants des Londoner Dub-Kollektivs Urban Dub. Passierzettel-Sänger Thomas Piesbergen nahm im Frühjahr 2007 für eine weitere Urban Dub-CD 4 Stücke mit Rupert French in dessen Studio in London auf, die auf dem nächsten Urban Dub Album erscheinen sollen.
Seit 2013 spielt die Band regelmäßig mit dem Multiinstrumentalisten Hannes Wienert und integriert immer mehr Elemente aus dem Freejazz in ihren Sound.
Die Band tritt regelmäßig im Rahmen verschiedener Happenings auf und verbindet ihre Konzerte fast immer mit Präsentationen von Künstlern anderer Medien wie z. B. Tanz, Action Painting, Lichtinstallation etc. Im Juni 2008 traten sie z. B. mit der japanischen Butoh-Tänzerin Mayumi Fukuzaki auf, die durch ihre Performance mit dem legendären Shibusa Shirazu aus Tokyo bekannt geworden ist. 2016 waren sie integrierter Teil mehrerer Installationen der bildenden Künstlerin Adriane Steckhan.
Für den Film Gasmann von Arne Körner wurden mehrere Stücke von Passierzettel zunächst als Source-Musik verwendet. 2018 nahmen sie zusätzlich noch eine Reihe von Stücken für den Score auf.

## Bandmitglieder 2015
- Thomas Siebert (guitar, keyboard, bass, ipad, engineering)
- Martin Pozdrowicz (drums, percussion, sampler, loops),
- Thomas Piesbergen (voice, sampler, effects & noises)
- Hannes Wienert (saxophone, trumpet, sheng, piri et al.)
- Maic Walther (flute, saxophone, voice, cajon)

## Gastkünstler
- Sven Wulf (bass)
- Bernd Lewandowski (guitar)
- Lothar Meid (bass, voice)
- Laurent Vianes (bass)
- Thomas Wingert (bass)
- Michael Steen (bass)
- Thomas Egon Martin (guitar, synthesizer)
- Damo Suzuki (voice)
- Carla Genchi (mezzo-sopran)
- Pedro Gonzalez Fernandez (violin)
- The Heffels
- Yaman Ercis (guitar)
- Keiichi Miyashita (guitar)
- Michael Sauer (guitar, bass)
- Florian Pittner (sitar)
- Jendrik Rothstein (turntables)
- Oliver Petermann (turntables)
- Charly Schöppner (percussion)
- Sven Grönwoldt (guitar)
- Arvid Dahlke (computer)
- Inocencia Lista & Madame Steckhan (GoGo Art Performance)
- Christiane Änne Richwien (mixing)
- Frank Siegel aka n-tier (Lightshow)

## Diskografie
- FLORA: Konzertmitschnitt aus der Roten Flora, geprägt von funkigen Gitarrenimprovisationen und trippigem Live-Mix. Gastmusiker: Sven Grönwoldt (g), Arvid Dahlke (electronix); 1998
- PASSIERZETTEL: Bizarre, psychedelische, dubbige, krautige und elektronische Spontan-Kompositionen aus den Jahren ’97 – ’99
- NOUAR: Ein abwechslungsreiches elektronisch-akustisches Live-Set mit Dub-, Latin-, Jazz- und Rock- beeinflussten Songs. Gastmusiker: Thomas E. Martin (synth); 2000
- 1:1 im 88: Ein konzentriertes elektronisch-akustisches Live-Set mit dichten psychedelischen Klangteppichen und sinistren Melodien. Hypnotisch, experimentell und vielschichtig; 2000
- LYRIK & DAS ELEKTRONISCHE WOHNZIMMER: Ein elektronisch-akustisches Live-Set mit transparenten Songs, Gedichten von Thomas Piesbergen und Live-Mix von Arvid Dahlke; 1998/2000
- CANAL: Spannungsgeladene Compilation der Jahre ’99 -’01 mit psychedelischem Drive und treibenden krautigen Rhythmen; 2001
- VIER STOFFE: Vertonung der intermedialen Textilperformence von Inocencia Lista. Meditative und sinistre, abstrakte Klanglandschaften; 2003
- LOST TUNES: Eine psychedelektronische Studiosession mit skurrilen Dub- und Ambient-beeinflussten Songs und einer experimentellen 20-minütigen Suite. Gastmusiker: Thomas E. Martin (synth) und Thomas Wingert (b); 2003
- LIVE ON AIR FSK 93,0: Atmosphärischer Mitschnitt eines Radiokonzerts mit psychedelektronischen Grooves und Sitar-Sound, inspiriert von Frank Millers Sin City-Comics. Gastmusiker: Florian Pittner (sitar); 2004
- LIVE ON AIR VOL. 2 – DHARMA BUMS: Ein weiteres Radiokonzert, inspiriert von Jack Kerouacs Roman Dharma Bums. Ruhiger und eindringlicher Hybrid-Dub, psychedelischer Ambient-Pop und freie Klanggeflechte. Gastmusiker: Sven Wulf (b), Florian Pittner (sitar); 2004
- ELECTRIC PHANTOMS: Vier dynamische, pulsierende Psychedelik-Rock-Perlen in Überlänge mit einem energischen Wave-Punk Einfluss. Gastmusiker: Laurent Vianes (b); 2006)
- RADIOTELESCOPE: Ein überzeugendes Space-Rock-Album, in dem neben den Krautrock- und Elektronik-Wurzeln immer wieder Anklänge an die Grateful Dead oder die Doors herauszuhören sind. Gastmusiker: Thomas E. Martin (synth., g), Sven Wulf (b); 2007)
- TIME LIGHTS AND LIME TIGHTS: Abwechslungsreiches Album mit schwülem, psychedelischen Hybrid-Rock und dichten elektro-akustischen Ambient-Geweben. Gastmusiker: Bernd Lewandowski (g), Mac Walther (fl., sax), Sven Wulf (b); (2012)